# Tarcisio Bertone
Tarcisio kardinál Bertone, SDB (* 2. prosince 1934 Romano Canavese) je italský salesián a kardinál, bývalý arcibiskup janovský (2002–2006) a bývalý kardinál státní sekretář Vatikánu a camerlengo.

## Mládí
Narodil se 2. prosince 1934 v Romano Canavese, poblíž Turína, jako páté z osmi dětí. Základního vzdělání se mu dostalo ve Valdocco v Turíně. V Turíně také absolvoval střední školu Liceo Salesiano Valsalice, kterou provozovali salesiáni. Zde hrál fotbal, který si oblíbil.
Po střední škole nastoupil do noviciátu u salesiánů Dona Boska v Pinerolo. Časné řádové sliby složil 3. prosince 1950.
Na kněze byl vysvěcen 1. července 1960 biskupem Albino Mensou, který ho poslal na teologické studium v Turíně, kde získal licenciát z teologie po vypracování práce pojednávající o toleranci a náboženské svobodě. Poté pokračoval ve studiích v Římě, kde získal licenciát a posléze doktorát z kanonického práva na téma: Řízení církve v myšlení papeže Benedikta XIV.

## Kněžská služba a akademická kariéra
Od roku 1967 vyučoval morální teologii na Ateneo Salesiano v Římě, které se v roce 1973 stalo Papežskou salesiánskou univerzitou. Na této univerzitě také vyučoval mnoho let mezinárodní právo a práva menšin.
Při revizi kodexu kanonického práva spolupracoval v její poslední fázi a vyvíjel úsilí k jejímu přijetí partikulárními (místními) církvemi. V roce 1988 patři do skupiny kněží, kteří doprovázeli tehdejšího kardinála Josepha Ratzingera při jednání o smíření s arcibiskupem Marcelem Lefebvrem. V roce 1989 se stal rektorem Papežské salesiánské univerzity.

## Arcibiskup ve Vercelli
Dne 4. června 1991 byl jmenován arcibiskupem ve Vercelli, nejstarší diecéze v Piemontu. Na biskupa byl vysvěcen 1. srpna 1991 biskupem Albino Mensou, spolusvětiteli byli biskupové Luigi Bettazzi a Carlo Cavalla. Dne 28. ledna 1993 byl v italské biskupské konferenci jmenován předsedou komise Pax et Iustitia.

## Sekretář Kongregace pro nauku víry
Dne 13. června 1995 byl jmenován sekretářem Kongregace pro nauku víry. Z titulu této funkce ho Jan Pavel II. pověřil zveřejněním třetího fatimského tajemství.

## Kardinál státní sekretář
V prosinci 2002 byl jmenován janovským arcibiskupem, při konzistoři 21. října 2003 byl jmenován kardinálem. Papež Benedikt XVI. ho poté, co odešel na odpočinek Angelo Sodano, jmenoval 22. června 2006 kardinálem státním sekretářem. Této funkce se ujal 15. září téhož roku. O necelý rok později, 4. dubna 2007 ho Benedikt XVI. jmenoval camerlengem. Od rezignace Benedikta XVI. až do začátku pontifikátu nového papeže Františka formálně vedl církev a byl hlavním představitelem Vatikánu. Jeho rezignaci na funkci státního sekretáře papež František přijal dne 31. srpna 2013, přičemž jej požádal, aby zastával funkci až do 15. října 2013.
Dne 20. prosince 2014 rezignoval na post camerlenga a jeho nástupcem se stal kardinál Jean-Louis Tauran.
V roce 2017 začal v souvislosti s nákladnou rekonstrukcí kardinálova bytu soud se dvěma bývalými vysokými úředníky vatikánské dětské nemocnice Bambino Gesu. Giuseppe Profiti a Massimo Spina čelí obžalobě z odklonu 422 000 Euro na provedení stavebních prací a dalších úprav. Sám kardinál Bertone obviněn nebyl, zaplatil však 150 000 Euro jako kompenzaci škod na pověsti nemocnice.

## Vyznamenání
- rytíř velkokříže Rytířského řádu Božího hrobu Jeruzalémského – Vatikán, 11. března 2003
- velkokříž Řádu zásluh o Italskou republiku – Itálie, 26. června 2006[4]
- velkokříž s řetězem Řádu rumunské hvězdy – Rumunsko, 2008[5][6]
- Řád knížete Jaroslava Moudrého I. třídy – Ukrajina, 2008 – za vynikající přínos k šíření ideálů míru, spravedlnosti a humanismu ve světě[7]
- velkokříž Řádu za zásluhy Polské republiky – Polsko, 2010[8]
- velkokříž Řádu svatého Jakuba od meče – Portugalsko, 11. května 2010[9]
- Řád svaté Anny I. třídy – Romanovci, 14. prosince 2010 – za vynikající příspěvek k zachování křesťanského duchovního a kulturního dědictví a šíření ideálů míru, spravedlnosti a humanismu ve světě[10]